# Plum Jerkum
Plum jerkum es una bebida alcohólica producida a partir de ciruelas . Se ha descrito de diversas formas como hecho de la misma manera que la sidra y como un vino de frutas, aunque la terminología implica métodos ligeramente diferentes.
La bebida es originaria del norte de Cotswolds y particularmente del condado de Worcestershire, donde el cultivo de ciruelas se centró una vez en Pershore y el Valle de Evesham; también se encontró alrededor de Chipping Campden en Gloucestershire. El jerkum era conocido como un producto tradicional de Worcester junto con las lámparas en macetas y los pasteles de requesón.
Una referencia del siglo XIX, nuevamente de Worcester, sugiere que a menudo se tomaba mezclado con sidra para reducir su fuerza: "el jerkum de ciruela es el jugo fermentado de las ciruelas y es un licor muy embriagador. En el país se a menudo lo mezclan con sidra, y así moderan su efecto. Un hombre que fue llevado ante los magistrados de Pershore acusado de embriaguez confesó que tenía una gota de más. Quizás lo tomó solo ".
Algunos aficionados a las bebidas artesanales estadounidenses han comenzado a utilizar "jerkum" como un término más amplio que abarca la bebida alcohólica producida a partir de cualquier fruta de hueso fermentada sin adulterar (p. ej., nectarina, melocotón, albaricoque, pluot ).